# Shanghai ATP Masters 1000 2009
Shanghai ATP Masters 1000 2009 — ежегодный теннисный турнир среди мужчин, проводимый в городе Шанхае в Китае. Он принадлежит к категориям ATP 1000. Дебютный турнир игрался в 11 — 18 октября на кортах Цичжун Форест Спортс Сити Арена (покрытие «хард»).

## Соревнования

### Одиночный разряд
Николай Давыденко обыграл в финале  Рафаэля Надаля со счётом 7-6(3), 6-3.
- Победа на турнире стала для Николая 4й в году и 18й за карьеру.
- Давыденко в третий раз в карьере доходит до финала одиночного турнира категории ATP 1000 и в третий же раз там побеждает.

### Парный разряд
Жо-Вилфрид Тсонга /  Жюльен Беннето обыграли в финале  Мариуша Фирстенберга /  Марцина Матковски со счётом 6-2, 6-4.